# Austrochloritis pusilla
Austrochloritis pusilla är en snäckart som först beskrevs av Hedley 1912.  Austrochloritis pusilla ingår i släktet Austrochloritis och familjen Camaenidae. IUCN kategoriserar arten globalt som nära hotad. Inga underarter finns listade i Catalogue of Life.